# Garbagnate Milanese
Garbagnate Milanese (Garbagnàa in dialetto milanese e semplicemente Garbagnate fino al 1864) è un comune italiano di 26 964 abitanti della città metropolitana di Milano in Lombardia. 
Parte della conurbazione dell'hinterland milanese, è uno dei 28 comuni nell'area del Parco delle Groane.

## Geografia fisica

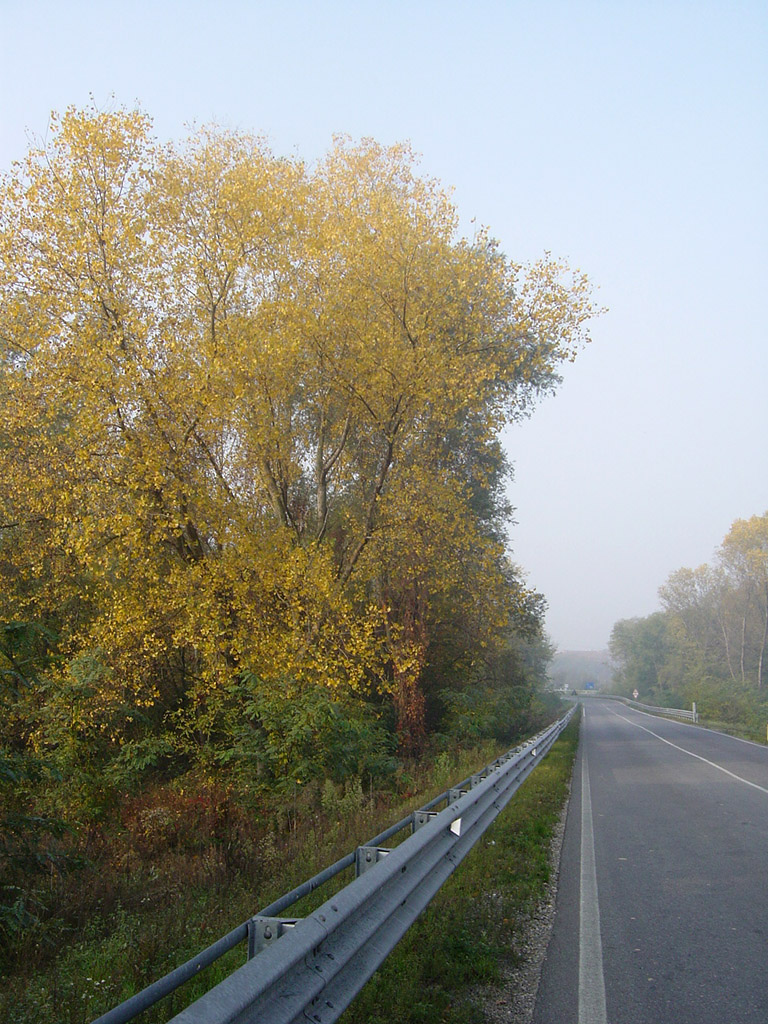
Viale 1º Maggio affiancato da un tratto della lussureggiante vegetazione del Parco delle Groane

La fermata ferroviaria di Garbagnate Parco delle Groane consente ancora oggi l'accesso al punto naturalistico meglio conservato del territorio comunale, un'area di 36 ettari del parco omonimo, attrezzato con piste ciclabili e aree picnic lungo il Canale Villoresi.
Nelle sue vicinanze c'è un'interessante zona umida, seppur parzialmente compromessa da insediamenti urbani e scarichi di materiali. L'area riveste valenza naturalistica anche in funzione della vicina garzaia sita nel parco dell'ospedale. Garbagnate Milanese si stende su una lente di ferretto ricca di argilla che trattiene l'acqua in superficie creando una zona umida ideale per la fauna avicola.

### Clima
Il clima di Garbagnate Milanese è quello continentale, tipico delle pianure settentrionali italiane con inverni freddi e abbastanza rigidi con diverse giornate di gelo, col fenomeno della nebbia; le estati, che risentono di elevate temperature che possono superare i 30 °C, presentano un'umidità che può raggiungere l'80% causando quel fenomeno di caldo umido comunemente chiamato "afa". L'umidità non è comunque presente solo d'estate, ma è molto elevata tutto l'anno. I dati provenienti dalla stazione meteorologica di Milano Malpensa, a ogni modo, indicano, in base alla media trentennale di riferimento (1961-1990) per l'Organizzazione meteorologica mondiale, che la temperatura media del mese più freddo, gennaio, si attesta attorno a -1 °C; quella del mese più caldo, luglio, è appena sopra i +28 °C.
Il comune appartiene alla zona climatica E, 2449 GR/G. Garbagnate Milanese, come del resto gran parte dei comuni della Pianura Padana, soffre di scarsa ventilazione.
La piovosità si concentra principalmente in autunno e in primavera con un minimo relativo invernale e con una media annua superiore ai 1 000 mm, con un minimo relativo invernale.
| GARBAGNATE MILANESE | Mesi | Mesi | Mesi | Mesi | Mesi | Mesi | Mesi | Mesi | Mesi | Mesi | Mesi | Mesi | Stagioni | Stagioni | Stagioni | Stagioni | Anno  |
| GARBAGNATE MILANESE | Gen  | Feb  | Mar  | Apr  | Mag  | Giu  | Lug  | Ago  | Set  | Ott  | Nov  | Dic  | Inv      | Pri      | Est      | Aut      | Anno  |
| ------------------- | ---- | ---- | ---- | ---- | ---- | ---- | ---- | ---- | ---- | ---- | ---- | ---- | -------- | -------- | -------- | -------- | ----- |
| T. max. media (°C)  | 6,8  | 8,7  | 13,3 | 17,1 | 21,5 | 26,2 | 28,3 | 27,4 | 22,5 | 17,2 | 11,5 | 7,3  | 7,6      | 17,3     | 27,3     | 17,1     | 17,3  |
| T. min. media (°C)  | −1,2 | 0,5  | 2,9  | 7,1  | 11,5 | 16,0 | 18,4 | 18,1 | 14,0 | 9,9  | 4,8  | −0,2 | −0,3     | 7,2      | 17,5     | 9,6      | 8,5   |
| Precipitazioni (mm) | 66   | 67   | 81   | 124  | 132  | 125  | 99   | 133  | 140  | 148  | 168  | 77   | 210      | 337      | 357      | 456      | 1 360 |

## Origini del nome
Il toponimo di Garbagnate avrebbe origini antiche: la radice Garben di derivazione celtica, significherebbe infatti "fascio di spighe" e la desinenza -ate starebbe per "luogo" o "contrada".

## Storia

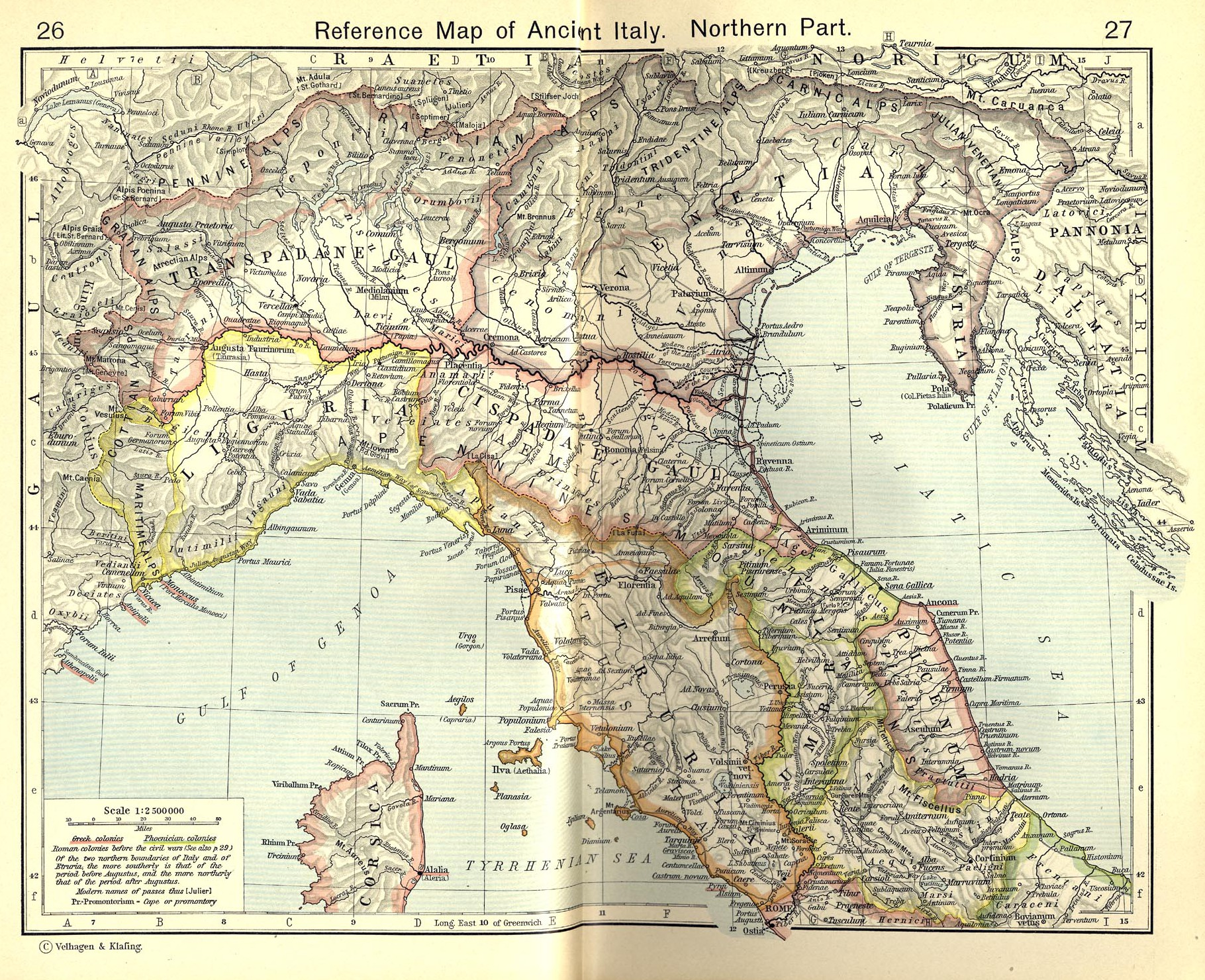
Mappa delle antiche ripartizioni dell'Italia romana

Sul finire del XIX secolo sono state scoperte due necropoli, di cui è incerta l'attribuzione, se celtica o romana.
In epoca romana imperiale il borgo apparteneva alla Regio XI Transpadana e aveva il nome di Garbaniatum. Era posto sulla Via Mediolanum-Bilitio che collegava Mediolanum (Milano) a Luganum (Lugano) passando da Varisium (Varese).
Alla caduta dell'Impero romano d'Occidente Garbagnate seguì le vicende degli altri borghi della regione: prima arrivarono gli Eruli di Odoacre (476-493), poi gli Ostrogoti di Teodorico (493-553). Dopo la quasi ventennale guerra gotica la regione entrò a far parte dell'Impero bizantino, fino alla conquista longobarda di Alboino nel 568. Nel 774 il re dei Franchi Carlo Magno abbatté il regno longobardo instaurando il dominio franco che diede inizio alla struttura politica feudale che caratterizzò l'Alto Medioevo.
Nel Medioevo, come altri borghi lombardi, Garbagnate ebbe quindi strutture agricolo-feudali e apparteneva alla Pieve di Bollate. Non vide tuttavia la costruzione di un castello, dimora del feudatario, poiché era ancora un centro di piccole dimensioni e soprattutto senza una particolare posizione strategica.
Nel XII secolo fu feudo dei da Badaggio; poi fu feudo del milanese monastero di Sant'Ambrogio e poi dominio dei Visconti tra il XIV e il XV secolo.
Proprietario fu Danesio figlio di Giovanni della Città di Milano. Qui nacque Gaspare, che partecipò all'assedio contro i Torriani nel 1285. Si stabilirono importanti ordini religiosi, ai quali Danesio Visconti cedette gran parte delle proprietà.
Tra le nobili famiglie locali acquistò prestigio quella dei da Garbagnate alla quale appartennero illustri personaggi, come Francesco da Garbagnate, letterato, diplomatico, ambasciatore e uomo di guerra.
Si ricordano due visite importanti alle chiese di Garbagnate nel corso di questo periodo: una di san Carlo Borromeo nel 1573 e l'altra del cardinal arcivescovo Federico Borromeo nel 1603.
Garbagnate dipendeva all'epoca dalla pieve di Bollate e nel 1580 ne divenne feudatario il marchese Juan Manrique de Lara, venuto dalla Spagna al seguito di Carlo V, figlio del governatore di Parma e Piacenza e fratello sia di donna María Maximiliana Manrique de Lara y Briceño sia del primo conte di Desio, Jorge.
I Manrique de Lara nel 1675 vendettero il feudo ai conti da Pado o "da Po". Primo titolare fu Gaspero Prospero. Le vessazioni dei proprietari feudali causarono miseria e malattie fra i contadini, mentre bande di briganti iniziarono a infestarne il territorio. Si ebbe quindi drastico calo demografico tra il 1573 e il 1615 (da 900 a 550 abitanti).
Nel XVIII secolo il governo austriaco di Maria Teresa d'Austria apportò migliorie al territorio e alla viabilità. Nel 1782 Giuseppe II d'Austria decise di abolire gli ordini religiosi e di vendere all'asta i loro terreni. Nel 1782 il feudo di Garbagnate venne acquistato del principe Johann Sigismund Friedrich von Khevenhüller-Metsch, ambasciatore imperiale nel Ducato di Milano, e tale rimase sino alla soppressione del regime feudale nel 1786.
Nel periodo napoleonico i comuni di Cesate, Arese e Castellazzo furono aggregati a Garbagnate, che faceva parte del Cantone di Rho e del Dipartimento d'Olona.
Caduto Napoleone, con il riassetto del Congresso di Vienna Garbagnate fu assegnata al III Distretto di Bollate e, nel 1817, vi fu aperta la prima scuola.
Dopo l'Unità d'Italia, il 18 febbraio del 1864 con decreto del re Vittorio Emanuele II Garbagnate assunse l'attuale denominazione di Garbagnate Milanese.
Nel 1879 avvenne il primo collegamento ferroviario, mentre nel 1888 il Canale Villoresi, costruito con lo scopo di collegare il Ticino all'Adda, raggiunse Garbagnate.
Durante gli anni della seconda guerra mondiale, il paese fu oggetto di un rastrellamento avvenuto nell'estate del 1944 per opera delle forze nazi-fasciste che andarono a prelevare alcuni medici dell'ospedale locale che collaboravano coi gruppi partigiani del territorio.

### Simboli
Stemma
Lo stemma comunale è stato concesso con regio decreto del 6 maggio 1928. La descrizione araldica è la seguente:
Le spighe di grano fanno riferimento al significato del nome Garbagnate formato dalla radice Garbagn (dal celtico Garben, "fascio di spighe") con la desinenza -ate ("luogo"). In alcune documentazioni, la corona presente nello stemma viene indicata come "all'antica".
Gonfalone
Bandiera
La descrizione araldica della bandiera è la seguente:

## Monumenti e luoghi d'interesse

### Architetture religiose

#### Chiesa parrocchiale di Sant'Eusebio vescovo e Maccabei martiri
La chiesa parrocchiale di Garbagnate Milanese venne costruita su progetto dell'ing. Aresi tra il 1936 e il 1940 su un terreno donato dall'ing. Rinaldo Cabella a tale scopo, al posto della precedente chiesa parrocchiale (ormai insufficiente), posta altrove, che viene invece convertita in santuario. L'altare venne benedetto dal card. Alfredo Ildefonso Schuster, arcivescovo di Milano. Terminata la chiesa vera e proprio, a ogni modo, il tempio mancava ancora di alcuni elementi fondamentali come ad esempio il campanile. Nel 1942 venne inviata regolare richiesta di permesso per l'innalzamento della torre campanaria ma, essendo in piena seconda guerra mondiale, il permesso venne negato; in sostituzione sulla cupola venne installato un impianto radiofonico per altoparlanti e campane che rimase attivo sino alla costruzione del campanile vero e proprio.
Ulteriori lavori al complesso vennero realizzati a partire dal 1951 quando venne eletto sindaco l'ing. Rinaldo Cabella il quale, essendo anche fabbriciere della parrocchia, favorisce il completamento di buona parte delle decorazioni interne all'edificio. Nel settembre 1956, inoltre, vengono finalmente avviati i lavori per la costruzione del campanile della chiesa parrocchiale, sempre su disegno dell'ing. Aresi, già progettista del complesso. L'opera viene compiuta esattamente un anno dopo, nel settembre del 1957, con la realizzazione di una torre di ben 64 metri. La sommità è decorata con una croce in ferro battuto del fabbro garbagnatese Silvio Perticati.
La chiesa si presenta esternamente in stile romanico lombardo, con un ammattonato scuro, mentre l'interno presenta tre navate con elementi di stile corinzio. Il pulpito, realizzato nel 1951 da Alfonso Galli di Desio. Sulla parete di fondo della chiesa, nel 1962, venne realizzato un grande dipinto raffigurante L'angelo custode del pittore e scultore Ramiro Lisotto, il quale realizzerà negli anni successivi anche una composizione raffigurante Sant'Eusebio vescovo e i santi Maccabei martiri (donata dall'ing. Cabella), una Santa Rita (dono sig. Allievi) e un Sant'Antonio da Padova a tempera, sempre sulle pareti interne della chiesa.

#### Santuario della Beata Vergine del Rosario
Edificato nella struttura originaria nel Cinquecento, il tempio sacro è stato sede della chiesa parrocchiale di Garbagnate Milanese sino al completamento della nuova chiesa dedicata ai Santi Eusebio e martiri Maccabei nel 1940. La scelta di trasferire la sede della parrocchia fu dovuta essenzialmente al fatto che l'antico tempio era ormai insufficiente ad accogliere i fedeli garbagnatesi. L'antico edificio venne quindi convertito in santuario per il pubblico culto.
Ricostruita integralmente a fine Seicento, la chiesa si presenta con una facciata inquadrata da lesene e conclusa da un timpano di forma triangolare. Internamente, la chiesa si presenta ad aula unica, di forma ottagonale; il presbiterio è separato dal resto della navata da un arco e appare coperto di una volta a botte con unghie sferiche e con un'abside semicircolare. All'interno presenta una statua lignea della Beata Vergine del Rosario e un pulpito entrambi risalenti al Seicento, oltre a un altare del Settecento, contraddistinto da due statue lignee di angeli oranti. Nell'Ottocento, il pittore Tagliaferri vi realizzò alcune pitture insieme a F. Vilasco. Il portale d'ingresso venne realizzato dallo scultore Giorgio Galletti. All'interno della chiesa si trova anche un bassorilievo in bronzo raffigurante l'Ultima Cena, opera dello scultore P. Ciaccheri.

#### Chiesa di San Carlo all'ospedale

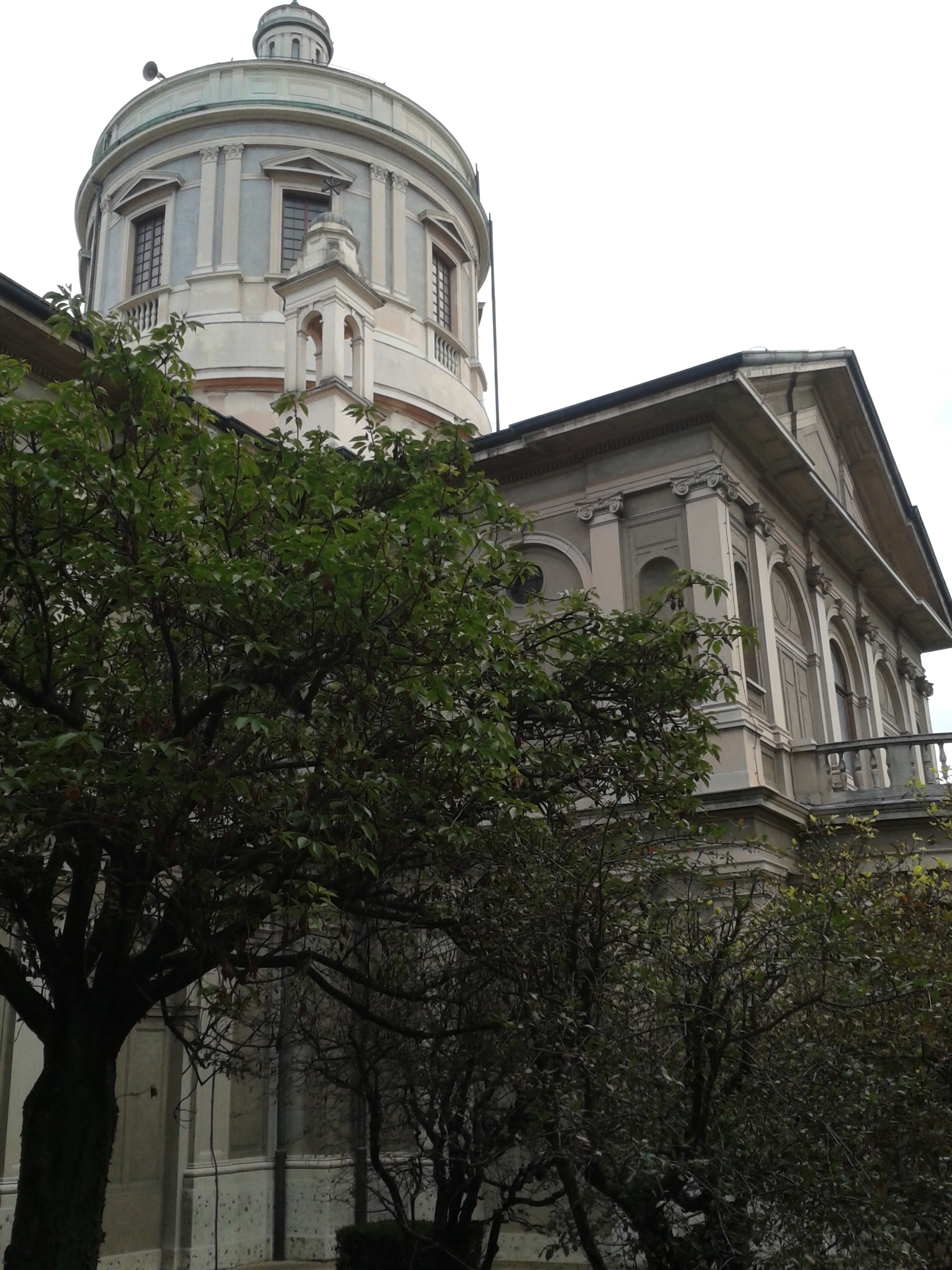
La chiesa di San Carlo Borromeo al centro dell'ex complesso ospedaliero

La chiesa di San Carlo Borromeo presente all'interno del complesso dell'ex ospedale di Garbagnate Milanese, venne costruita insieme al resto del complesso a partire dal 1930 e terminata nel 1934. Il tempio, pensato come cappella per l'intero complesso ospedaliero, venne posto al centro della struttura stessa, un omaggio del suo progettista, l'ing. Giovanni Maggi, alla cappella presente all'interno del lazzaretto di Milano e non a caso venne dedicata a San Carlo Borromeo. L'altare maggiore venne benedetto dal card. Alfredo Ildefonso Schuster, arcivescovo di Milano, nel 1934.
Con la chiusura della struttura ospedaliera e il suo trasferimento nel 2015, anche la chiesa di San Carlo Borromeo di Garbagnate Milanese giace oggi in stato di abbandono.

### Architetture civili

#### Ex ospedale e sanatorio "Vittorio Emanuele III"

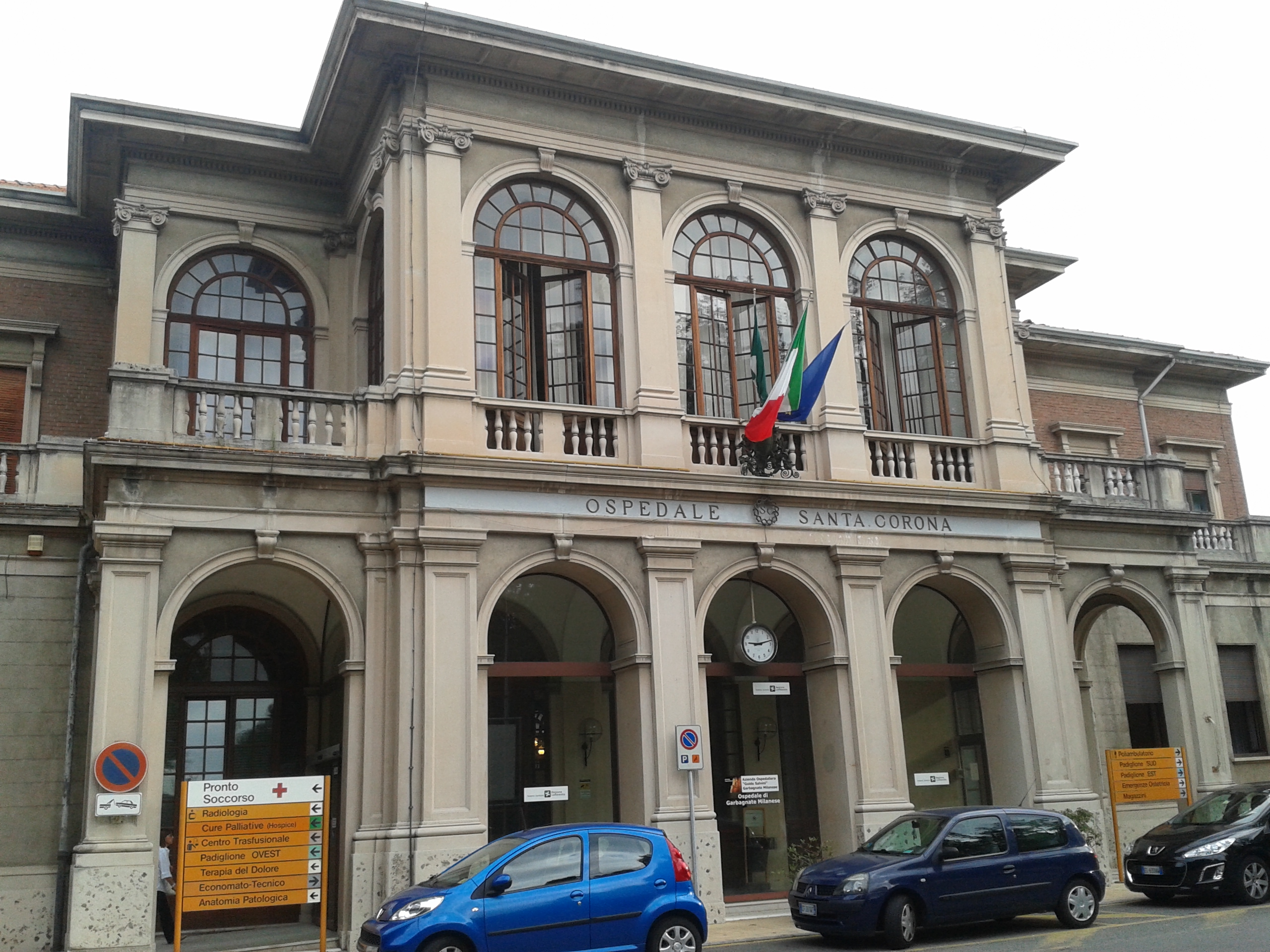
L'ingresso dell'ospedale "G. Salvini" nel 2013 quando ancora era in funzione

La struttura ospedaliera di Garbagnate venne realizzata nel periodo 1923-1930 su progetto dell'architetto Giannino Ferrini e dedicato a re Vittorio Emanuele III. Il progetto, pensato anche come sanatorio, venne articolato per 750 000 metri quadrati all'interno del bosco naturale dell'attuale parco delle Groane, con ampie vetrate e terrazze. Al centro del complesso sorge la cappella dedicata a San Carlo Borromeo. Questa grande opera si rese necessaria a causa del diffondersi in quegli anni di alcune malattie polmonari come la tubercolosi, dovuta essenzialmente alle scarse condizioni igieniche di gran parte della popolazione e l'ambiente naturale che la circondava era visto come ideale per le terapie previste a tale scopo.

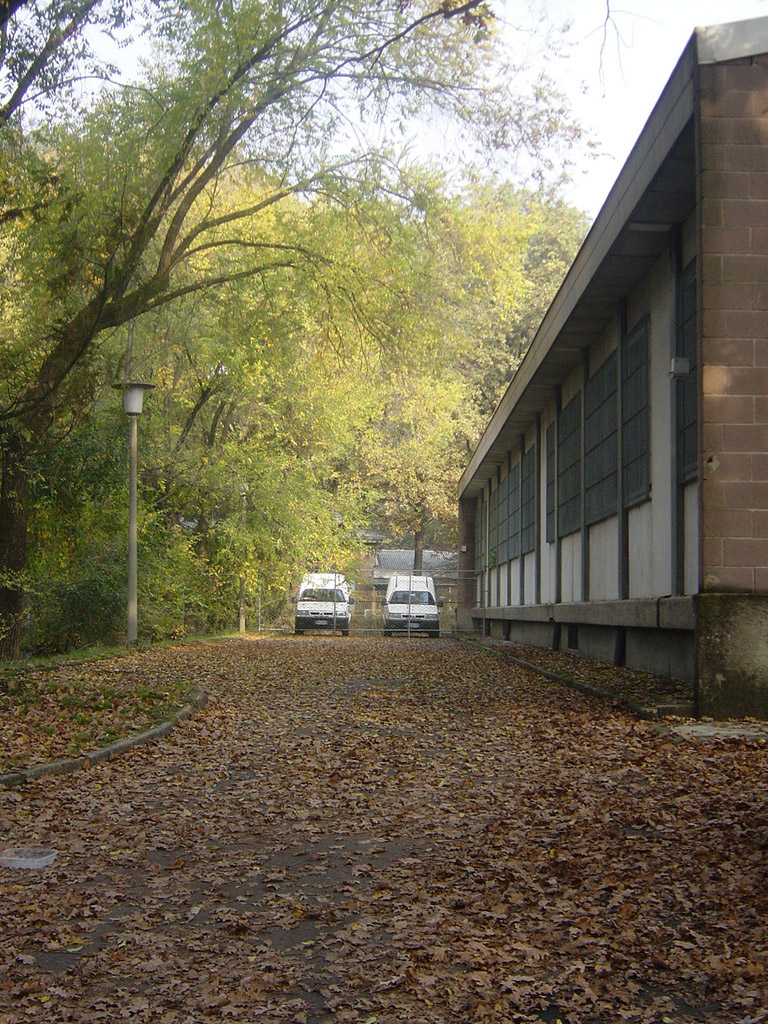
Le strutture ospedaliere attorniate dall'area naturalistica del Parco delle Groane

Nel periodo della seconda guerra mondiale, la struttura ospedaliera venne separata nella gestione da quella del sanatorio vero e proprio che venne affidato all'Istituto Santa Corona.
Durante gli ultimi anni della seconda guerra mondiale, all'interno della struttura ospedaliera fu attivo un gruppo di medici e infermieri che si pose volontariamente in appoggio ai gruppi partigiani locali. Il 4 novembre 1944, l'ospedale venne colpito da un rastrellamento di tedeschi e fascisti e molti del personale medico-sanitario vennero inviati nei campi di concentramento; solo alcuni fecero ritorno alla struttura dopo la liberazione. A ricordo di questi medici, nel 1995, nel 50º anniversario della liberazione, venne collocato un monumento alla Libertà realizzato dallo scultore Paolo Francesco Ciaccheri.
Dopo la guerra, nel 1951, vennero rinnovati e ampliati i reparti di radiologia, chirurgia generale e pneumologia, anche se ormai i casi di tubercolosi erano drasticamente diminuiti e di conseguenza l'ospedale generico si espanse a scapito di quest'ultima attività curativa. Nel 1955, l'ospedale venne re-intitolato a Guido Salvini, uno dei medici morti durante il rastrellamento del 1944. Il sanatorio venne chiuso definitivamente negli anni '70.
Nel 2015, con la realizzazione di una nuova struttura ospedaliera, più all'avanguardia, il vecchio sanatorio e l'ospedale vennero definitivamente abbandonati. Attualmente la struttura è in disuso.

## Società

### Evoluzione demografica
Abitanti censiti

### Etnie e minoranze straniere
Al 31 dicembre 2023 la popolazione straniera era di 2.936 persone, pari al 10,87% della popolazione.

### Religione
La maggioranza della popolazione è di religione cattolica, e le parrocchie del comune fanno parte dell'arcidiocesi di Milano, zona pastorale IV, e seguono quindi il rito ambrosiano.

## Geografia antropica

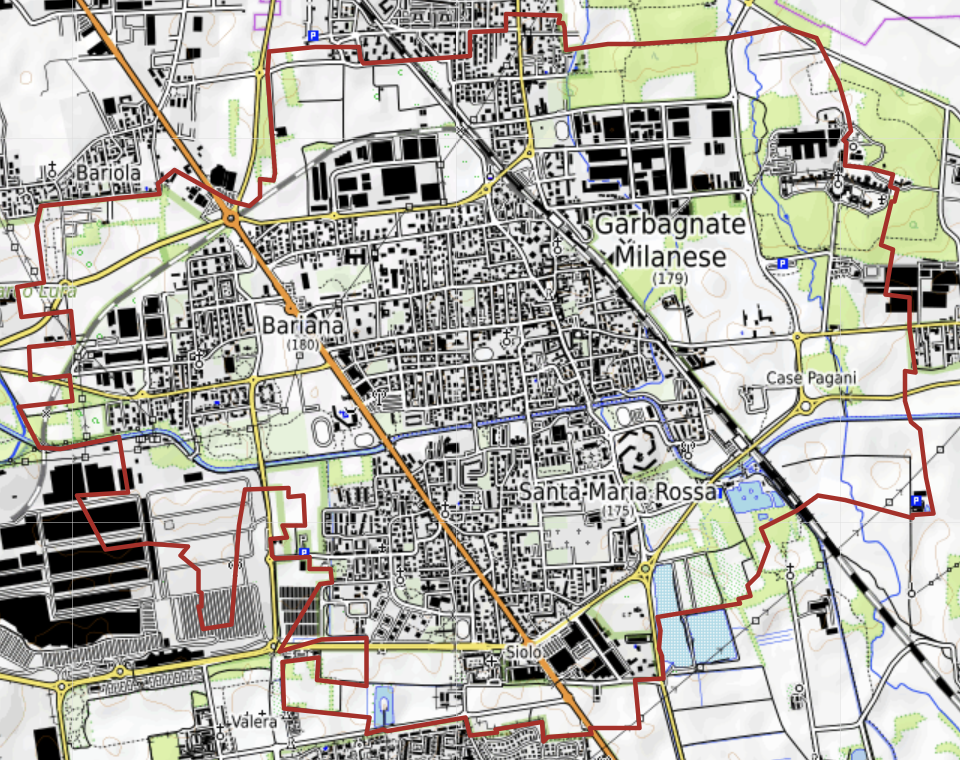
Mappa del territorio di Garbagnate Milanese

Il territorio comunale contiene le seguenti aree:
- Serenella (quartiere situato nelle vicinanze della stazione ferroviaria di Garbagnate Parco delle Groane, prima del 2009 chiamata infatti stazione di Garbagnate Serenella);
- Territorio situato dall'altra parte della ferrovia (zona che si trova dall'altro lato della ferrovia Milano-Saronno e che forma una conubarzione con il comune di Cesate; nel territorio si trovano l'Ospedale Guido Salvini e l'ex ospedale Santa Corona; l'area è per la maggior parte coperta dal Parco delle Groane);
- Centro storico (via Milano, vicino alla stazione principale del comune);
- Bariana (frazione situata nella parte nord-occidentale del comune, delimitata a est dalla strada provinciale Varesina e a sud dal Villoresi);
- Cascina Biscia (località agricola all'estremo nord del territorio comunale, condivisa con Cesate e separata dal centro abitato da una vasta area agricola);
- Santa Maria Rossa (a sud del canale Villoresi; il territorio che gravita attorno alla Chiesa di Santa Maria Nascente, situata sulla strada provinciale Varesina, anche conosciuta come Chiesa di Santa Maria Rossa);
- Fametta (località situata a sud di Serenella, al confine con il comune di Bollate e immersa nel Parco delle Groane);
- Cascina Siolo (località situata vicina al confine con Arese a ovest della strada provinciale Varesina e a sud di via John Fitzgerald Kennedy).

## Economia
Agli inizi del XX secolo Garbagnate Milanese era un paese prevalentemente vocato alla coltivazione del baco da seta e le piantagioni di gelso coprivano l'intero territorio oggi decuplicato in termini di densità di popolazione.
Negli anni cinquanta si svilupparono due fiorenti industrie, i calzifici, spesso a conduzione familiare, e le fornaci Hoffman per la cottura dei mattoni pieni in argilla prodotti con l'estrazione della materia prima sul posto.
In tempi più recenti nel territorio comunale si sono stabilite aziende di rilevanza nazionale quali l'Alfa Romeo con portineria in Arese ma esteso sul territorio di Garbagnate, la Bayer (farmaceutica), la Bonetti (produzione di valvole) ora chiusa, la Ghezzi e l'Annoni (macchine per produzione di nastri adesivi), la Hoya Lens (multinazionale giapponese produttrice di lenti), La Sonora (sirene, dal 1911 utilizzate dalla Polizia di Stato italiana).

## Infrastrutture e trasporti

### Strade
Garbagnate Milanese è interessata dalla strada provinciale ex strada statale 233 Varesina.

### Ferrovie e tranvie

#### Ferrovie

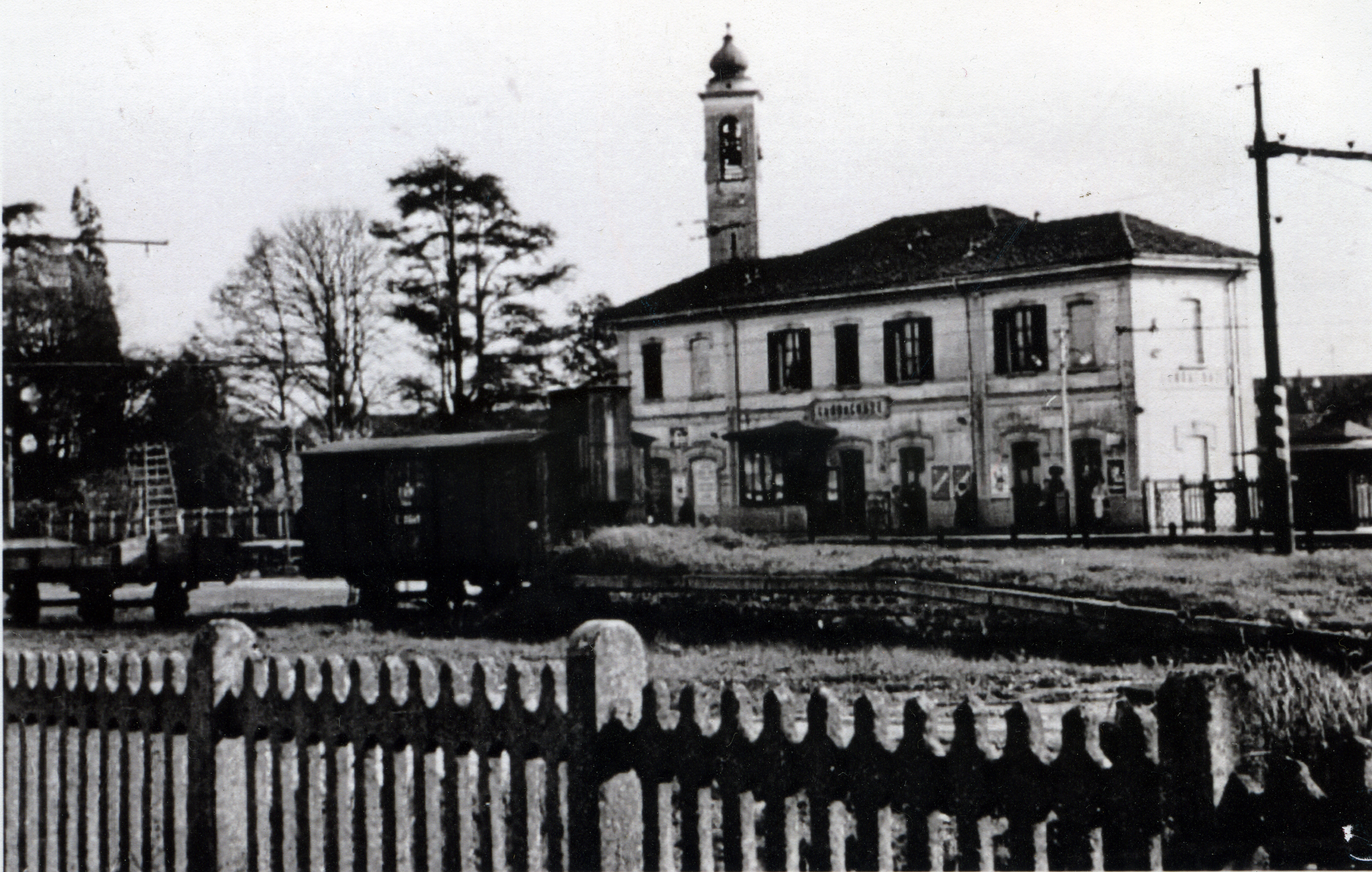
La vecchia stazione delle Ferrovie Nord

Il territorio comunale è attraversato dalla linea ferroviaria Milano-Saronno gestita da Ferrovienord S.p.A. (società del gruppo FNM), che collega la stazione di Saronno al capoluogo lombardo.
Il centro abitato è servito dalla stazione di Garbagnate Milanese (aperta nel 1879 assieme alla ferrovia e situata nel centro storico del paese; che è attualmente tra le principali della rete Ferrovie Nord Milano) e dalla stazione di Garbagnate Parco delle Groane (aperta nel 1990 con il nome di Garbagnate Serenella per servire il quartiere Serenella e in generale la parte meridionale della città); entrambe le stazioni sono servite dalle linee S1 (Saronno-Milano Passante-Lodi), S3 (Saronno-Milano Nord Cadorna) e, nei giorni feriali, S13 (Garbagnate Milanese-Milano Passante-Pavia) del servizio ferroviario suburbano di Milano esercite dalla società Trenord S.p.A.
La parte settentrionale del territorio comunale è attraversata dal raccordo ferroviario, oggi abbandonato, che diramandosi dal binario 5 della stazione del centro collegava la stessa allo Stabilimento Alfa Romeo di Arese. Il raccordo era servito da alcuni treni merci che trasportavano automobili Alfa Romeo dallo stabilimento di produzione allo Scalo Farini di Milano e quindi al resto d'Italia. Dall'abbandono negli anni 1990 al 2018 il tratto del raccordo tra la stazione ferroviaria e il passaggio a livello di via Biscia è stato usato per accantonare i rotabili FNM non più idonei a circolare in quanto carenti dei sistemi di sicurezza.

La stazione di Garbagnate Parco delle Groane

#### Tranvie
Dal 1877 al 1925 il comune era attraversato dalla tranvia Milano-Saronno-Tradate, una linea tranviaria interurbana che, attraversando l'asse viario della Strada statale Varesina, collegava Tradate a Milano (più precisamente alla fermata tranviaria di via Cusani). Nel 1898 il tratto tra Saronno e Tradate fu soppresso.
È in fase di progettazione presso Metropolitane Milanesi una linea metro-tranviaria (gestita da ATM) che collegherà la fermata metropolitana e ferroviaria di Rho Fiera e l'area MIND alla stazione cittadina, attraversando Arese e l'area ex Alfa Romeo. Tale linea, per attraversare il territorio comunale garbagnatese si dovrebbe servire dell'ex raccordo ferroviario dell'Alfa Romeo.

### Mobilità urbana
I trasporti urbani e interurbani di Garbagnate Milanese vengono svolti con autoservizi di linea gestiti da AirPullman e da ATM

## Amministrazione
| Periodo | Periodo   | Primo cittadino           | Partito    | Carica                  | Note |
| ------- | --------- | ------------------------- | ---------- | ----------------------- | ---- |
| 1861    | 1885      | Giuseppe Uboldi           |            | Sindaco                 |      |
| 1885    | 1901      | Enrico Borlandelli        |            | Sindaco                 |      |
| 1901    | 1903      | Giuseppe Dell'Oro         |            | Sindaco                 |      |
| 1903    | 1908      | Alessandro Valli          |            | Sindaco                 |      |
| 1908    | 1908      | Vittorio Bramati          |            | Sindaco                 |      |
| 1908    | 1910      | Giuseppe Marietti         |            | Sindaco                 |      |
| 1910    | 1910      | Giuseppe Ernesto Trigona  |            | Commissario Prefettizio |      |
| 1910    | 1920      | Alessandro Galli          |            | Sindaco                 |      |
| 1920    | 1923      | Mario Milani              |            | Sindaco                 |      |
| 1923    | 1923      | Ettore Grasselli          |            | Commissario Prefettizio |      |
| 1923    | 1933      | Mario Milani              | PNF        | Sindaco e Podestà       |      |
| 1933    | 1933      | Luigi Preatoni            |            | Commissario Prefettizio |      |
| 1933    | 1933      | Mario Milani              | PNF        | Podestà                 |      |
| 1933    | 1935      | Giovanni La Selva         |            | Commissario Prefettizio |      |
| 1935    | 1942      | Ferruccio Stroppa         | PNF        | Podestà                 |      |
| 1942    | 1942      | Nicola Abbrescia          |            | Commissario Prefettizio |      |
| 1942    | 1944      | Vittorio Lamberti Bocconi | PNF        | Podestà                 |      |
| 1944    | 1945      | Luigi Gianotti            |            | Commissario Prefettizio |      |
| 1945    | 1945      | Luigi Portalupi           |            | Commissario Prefettizio |      |
| 1945    | 1945      | Vittorio Lambarti Bocconi | PNF        | Sindaco                 |      |
| 1945    | 1946      | Giuseppe Banfi            |            | Sindaco                 |      |
| 1946    | 1951      | Serafino Milani           | DC         | Sindaco                 |      |
| 1951    | 1965      | Rinaldo Cabella Lattuada  | DC         | Sindaco                 |      |
| 1965    | 1970      | Dionigi Gianotti          | DC         | Sindaco                 |      |
| 1970    | 1975      | Mario Colombo             | PSI        | Sindaco                 |      |
| 1975    | 1980      | Umberto Allievi           | PSI        | Sindaco                 |      |
| 1980    | 1985      | Leonardo Marone           | PSI        | Sindaco                 |      |
| 1985    | 2002      | Pier Mauro Pioli          | PCI PDS DS | Sindaco                 |      |
| 2002    | 2007      | Erminia Zoppé             | PD         | Sindaco                 |      |
| 2007    | 2011      | Leonardo Marone           | PDL        | Sindaco                 |      |
| 2012    | 2017      | Pier Mauro Pioli          | PD         | Sindaco                 |      |
| 2017    | in carica | Daniele Davide Barletta   | Lega Nord  | Sindaco                 |      |

## Galleria d'immagini storiche

La piazza della Croce negli anni sessanta
Il Corpo Musicale Santa Cecilia in una foto del dopoguerra
Il Quartiere Quadrifoglio poco dopo la sua realizzazione (primi anni '70)
Viale Rimembranze (anni '50/'60)